# Clarisse Bonval
Edmondine Clarisse Bonval dite Clarisse Bonval, née le 25 juin 1826 à Paris 1er et morte le 15 août 1878 à Verneuil-sur-Seine, est une actrice française.

## Biographie
En sortant du Conservatoire de Paris, elle débute à la Comédie-française en 1843, dans de petits rôles. Elle va jouer à Lyon puis revient à l'Odéon en 1846, dans les rôles de soubrette. En juillet 1847, elle retourne, dans les mêmes rôles, à la Comédie-Française comme pensionnaire, puis en 1852 elle est 271e sociétaire. 
Après avoir été mise à la retraite au bout de ses vingt années de sociétariat le 1er janvier 1872, elle a épousé un ancien notaire, Thomassin, et vivait avec lui dans sa propriété lorsqu’elle est morte d’une rupture d'anévrisme.

## Théâtre
- 1843 : Tartuffe de Molière : Dorine
- 1848 : Le Dernier des Kermor d'Émile Souvestre : la comtesse
- 1848 : Le roi attend de George Sand : Mlle Hervé
- 1848 : George Dandin de Molière : Claudine
- 1848 : Le Bachelier de Ségovie de Casimir Bonjour : Isabelle
- 1848 : Le Vrai club des femmes de Joseph Méry : Mme d'Herbier
- 1849 : La Double leçon de Jean-Baptiste-Rose-Bonaventure Violet d'Épagny : Julienne
- 1849 : Adrienne Lecouvreur d'Eugène Scribe et Ernest Legouvé : Mlle Jouvenot
- 1849 : On ne saurait penser à tout d'Alfred de Musset : Victoire
- 1849 : La Mère coupable de Beaumarchais : Suzanne
- 1849 : Passe-temps de duchesse de Gaston de Montheau : Rosine
- 1850 : Les Deux célibats d'Augustin-Jules de Wailly et Charles Duveyrier : Coelina
- 1850 : Héraclite et Démocrite d'Édouard Foussier : Lisette
- 1853 : Dom Juan ou le Festin de pierre de Molière : Mathurine, puis Charlotte
- 1861 : L'École des maris de Molière : Lisette